# 창원시

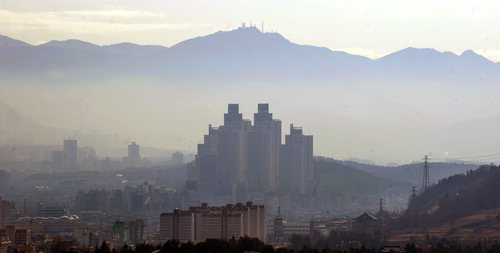
안개가 자욱하게 끼어 있는 통합창원시내의 모습. 주위에 아파트 등도 안개에 시야가 제대로 보지 못하고 있는 모습이 있다.

창원시(昌原市)는 대한민국 경상남도 중남부에 있는 특례시이자 경상남도청 소재지이다. 인구 99만명의 경상남도 최대의 도시로, 해상무역과 공업이 발달하였다. 임시 통합창원시청 소재지는 성산구이며, 행정구역으로는 5구 2읍 6면 46행정동 176법정동을 두고 있다.

## 역사
이 지역의 역사는 기원전 10세기인 청동기 시대부터 거슬러 올라간다. 이처럼 일찍부터 역사가 시작된 것은 바다가 접해 있어 해상교역에 유리했고, 구릉이 발달해 물과 땅을 적절히 이용하며 살 수 있는 지리적 조건을 갖추었기 때문이다. 특히 창원 다호리의 고분군에서 볼 수 있듯이 청동기, 철기시대에는 창원지역을 근거지로 삼아 거대 집단이 강성했다. 이후 이 집단은 철기문명국인 가야 연맹체의 일원으로서 중요한 역할을 담당했다.
서쪽 마산시와의 경계는 신라통 말기의 주산안산암과 팔용산응회암이다. 남부의 진해시와 경계를 이루는 분수계는 신라통의 주산안산암과 불국사통인 마산암으로 이루어져 있다.

### 통합 이전
통합하기 이전의 옛 창원시는 2010년 비영리기구인 IALC(International Awards for Liveable Communities)가 주관한 살기좋은 도시상 대회에서 은상을 수상했다.

### 2010년(구)창원시마산시,진해시와 통합
2010년 6월 지방선거에서 통합 창원시의 초대 시장과 시의원들을 선출하면서 같은 해 7월 1일부터 마산시, (구)창원시, 진해시는 인구 당시 110만명의 새로운 도시로 통합되었다.
통합 창원시의 초대 시장을 선출한 2010년 제5회 전국동시지방선거에서는 한나라당의 박완수 후보가 268,055표를 획득, 55.2%의 득표율을 기록하여 야권 단일화 후보인 민주노동당의 문성현, 무소속 전수식 후보 등을 제치고 제21대 창원시장이자 초대 통합 창원시장으로 당선되었다. 이 선거의 한나라당 경선에는 박완수 창원시장, 황철곤 마산시장, 전수식 마산부시장 등이 참여하였으며, 이 과정에서 황 시장은 '박 시장이 재건축 조합장인 한 모씨로부터 불법 뇌물을 받은 적이 있다'고 주장하고 박 시장이 황 시장을 명예훼손혐의로 고소하는 사태가 벌어지기도 하였다.
2010년 7월 1일, 성산아트홀 대극장에서 정운찬 국무총리, 김두관 경남도지사, 박완수 창원시장 등 1,200여명이 참석한 가운데 통합 창원시의 출범식이 열렸다. 이날 정운찬 국무총리는 '통합 창원시의 출범은 지방행정체제 개편의 기폭제'가 될 것이라면서 통합 창원시는 자율통합의 첫 성공모델이라고 언급하였다. 이어 열린 기자간담회에서 박완수 시장은 '정부가 제1호 통합시인 창원에 대한 파격적인 지원을 약속했다'고 밝혔다. 이날 열린 첫 시의회 임시회에서는 김이수 시의원이 통합 창원시의 초대 시의회의장으로 선출되었다.

#### 시청 및 구청 설치 문제
통합시 출범준비단과 3개시 통합시실무지원단은 가장 먼저 통합시의 행정조직과 기구 설치 작업에 착수했다. 구청의 경우, 창원 2개, 마산 2개, 진해 1개 등 5개의 일반구와 구청을 두기로 하고, 통합시에는 광역자치단체 기준인 9개 국을 설치하기로 했다. 구 명칭에 대해서는 통합준비위원회의 의결을 거쳐 의창구, 성산구, 마산합포구, 마산회원구, 진해구로 최종 결정하였다.
통합 창원시의 임시청사는 구 창원시청사로 결정되었고, 새로운 청사 소재지에는 1순위로 마산공설운동장과 진해 옛 육군대학 부지가, 2순위로 창원 39사단 부지가 후보로 올라 있다. 각 구 청사의 경우에는 의창구는 구 명곡동주민센터, 성산구는 구 성주동주민센터, 마산합포구는 구 마산시청, 마산회원구는 구 올림픽기념생활관, 진해구는 구 진해시청을 쓰고 있다.
한편, 2010년 실시된 제5회 전국동시지방선거에서 창원시장으로 출마했던 후보들은 여야를 불문하고 모두 행정의 비효율성을 이유로 5개 구제를 반대하고 창원, 마산, 진해에 각 1개씩 의창구, 마산구, 진해구의 3개 구청을 둬야 한다고 주장했다. 그러나, 선거 이후 박완수 창원시장 당선자는 5개 구청을 기준으로 통합 절차를 진행하는 것으로 입장을 번복하였다.
창원시 5개 구의 행정 구역은 국회의원 선거구를 기준으로 획정되었는데, 성산구 반송동은 의창구에 둘러싸인 월경지(越境地)가 되었다. 이는 1992년 국회의원 선거 당시에 창원시 선거구를 게리맨더링으로 분리한 것을 국회와 선거관리위원회가 20년 넘게 방치했기 때문이다. 이에 대해 통합시 출범 당시 창원시는 '구의 관할 변경을 위해서는 국회의원 선거구가 먼저 바뀌어야 하고, 이는 국회에서 법률로 정할 사항'이라며 문제 해결에 난색을 표하였다. 그러나 통합시 출범 후 11년만인 2021년 7월 1일에 창원시는 창원천과 창이대로를 기준으로 의창구의 8개 법정동을 성산구로 이전하는 행정구역 개편을 통해 문제를 해결하였다.

## 행정

### 행정 구역
구 창원시는 1997년에 인구 50만명을 초과하여 2개의 일반구를 설치할 수 있는 조건을 갖추었지만, 구청을 설치하지 않고 기존 27개 읍면동을 40 읍면동으로 통합하는 대동제를 실시함으로써 시청의 사무를 읍면동에 대폭 위임하고 구청 설치시 소요되는 시설비와 인건비를 절감하여 주민복지 및 지역개발사업에 투자하여 좋은 평가를 받았다. 그러나, 2010년 7월 1일 마산시, 진해시와 통합되어 출범한 통합 창원시는 5개의 일반구(의창구, 성산구, 마산합포구, 마산회원구, 진해구)를 설치하여 대한민국에서 일반구가 가장 많은 자치시가 되었다. 면적은 748.81km2이다.
2024년 12월말 창원시의 주민등록 인구는 999,858명이다.
| 지도       | 행정구     | 한자   | 면적      | 인구    | 세대   |
| ---------- | ---------- | ------ | --------- | ------- | ------ |
|            | 의창구     | 義昌區 | 204.31    | 218,589 | 94,827 |
| 성산구     | 城山區     | 89.06  | 253,362   | 104,562 |        |
| 마산합포구 | 馬山合浦區 | 241.18 | 180,600   | 83,122  |        |
| 마산회원구 | 馬山會原區 | 90.58  | 188,322   | 82,334  |        |
| 진해구     | 鎭海區     | 123.67 | 193,762   | 83,528  |        |
| 창원시     | 昌原市     | 748.81 | 1,034,635 | 448,373 |        |

### 설립 근거
- 경상남도 창원시 설치 및 지원특례에 관한 법률[19]
- 지방자치법 제175조를 적용받는다.

### 자치단체장
시장(巿長)은 1980년 4월 1일 창원시로 개칭되면서 임명되었다. 1대 ~ 15대 시장은 관선으로, 1995년 7월 1일부터는 민선으로 임명되고 있다. 2010년 7월 1일 창원시·마산시·진해시가 통합되면서 통합 창원시장을 선출하기 시작하였다. 2022년 지방선거의 결과로 국민의힘 홍남표 후보가 당선되었다.

## 기후
남해 연안에 있어 연교차와 일교차가 적은 편이다. 특히 겨울철이 온화하다. 부산광역시와 기후가 비슷하며, 진주시와 같은 경상남도 서부 내륙지역보다는 좀 더 온화하다. 가장 추운 1월의 평균기온이 2.6℃, 가장 더운 8월의 평균기온이 26.5℃이며, 연평균 강수량은 1534.1mm로 비가 많은 지역이다.
| 창원기상대 (창원시 마산합포구 가포동, 해발 34.97m)의 기후 | 창원기상대 (창원시 마산합포구 가포동, 해발 34.97m)의 기후 | 창원기상대 (창원시 마산합포구 가포동, 해발 34.97m)의 기후 | 창원기상대 (창원시 마산합포구 가포동, 해발 34.97m)의 기후 | 창원기상대 (창원시 마산합포구 가포동, 해발 34.97m)의 기후 | 창원기상대 (창원시 마산합포구 가포동, 해발 34.97m)의 기후 | 창원기상대 (창원시 마산합포구 가포동, 해발 34.97m)의 기후 | 창원기상대 (창원시 마산합포구 가포동, 해발 34.97m)의 기후 | 창원기상대 (창원시 마산합포구 가포동, 해발 34.97m)의 기후 | 창원기상대 (창원시 마산합포구 가포동, 해발 34.97m)의 기후 | 창원기상대 (창원시 마산합포구 가포동, 해발 34.97m)의 기후 | 창원기상대 (창원시 마산합포구 가포동, 해발 34.97m)의 기후 | 창원기상대 (창원시 마산합포구 가포동, 해발 34.97m)의 기후 | 창원기상대 (창원시 마산합포구 가포동, 해발 34.97m)의 기후 |
| 월                                                        | 1월                                                       | 2월                                                       | 3월                                                       | 4월                                                       | 5월                                                       | 6월                                                       | 7월                                                       | 8월                                                       | 9월                                                       | 10월                                                      | 11월                                                      | 12월                                                      | 연간                                                      |
| --------------------------------------------------------- | --------------------------------------------------------- | --------------------------------------------------------- | --------------------------------------------------------- | --------------------------------------------------------- | --------------------------------------------------------- | --------------------------------------------------------- | --------------------------------------------------------- | --------------------------------------------------------- | --------------------------------------------------------- | --------------------------------------------------------- | --------------------------------------------------------- | --------------------------------------------------------- | --------------------------------------------------------- |
| 역대 최고 기온 °C (°F)                                    | 18.0 (64.4)                                               | 21.6 (70.9)                                               | 23.9 (75.0)                                               | 30.0 (86.0)                                               | 33.6 (92.5)                                               | 34.7 (94.5)                                               | 39.0 (102.2)                                              | 38.5 (101.3)                                              | 35.6 (96.1)                                               | 30.5 (86.9)                                               | 26.6 (79.9)                                               | 20.9 (69.6)                                               | 39.0 (102.2)                                              |
| 일평균 최고 기온 °C (°F)                                  | 7.1 (44.8)                                                | 9.4 (48.9)                                                | 13.8 (56.8)                                               | 19.1 (66.4)                                               | 23.7 (74.7)                                               | 26.1 (79.0)                                               | 29.0 (84.2)                                               | 30.4 (86.7)                                               | 26.9 (80.4)                                               | 22.2 (72.0)                                               | 15.6 (60.1)                                               | 9.2 (48.6)                                                | 19.4 (66.9)                                               |
| 일일 평균 기온 °C (°F)                                    | 2.6 (36.7)                                                | 4.6 (40.3)                                                | 8.7 (47.7)                                                | 13.8 (56.8)                                               | 18.5 (65.3)                                               | 21.8 (71.2)                                               | 25.3 (77.5)                                               | 26.5 (79.7)                                               | 22.6 (72.7)                                               | 17.3 (63.1)                                               | 10.9 (51.6)                                               | 4.6 (40.3)                                                | 14.8 (58.6)                                               |
| 일평균 최저 기온 °C (°F)                                  | −1.2 (29.8)                                               | 0.3 (32.5)                                                | 4.4 (39.9)                                                | 9.4 (48.9)                                                | 14.2 (57.6)                                               | 18.5 (65.3)                                               | 22.6 (72.7)                                               | 23.6 (74.5)                                               | 19.3 (66.7)                                               | 13.3 (55.9)                                               | 6.8 (44.2)                                                | 0.6 (33.1)                                                | 11.0 (51.8)                                               |
| 역대 최저 기온 °C (°F)                                    | −14.0 (6.8)                                               | −11.3 (11.7)                                              | −6.5 (20.3)                                               | 0.0 (32.0)                                                | 6.8 (44.2)                                                | 10.9 (51.6)                                               | 15.9 (60.6)                                               | 17.9 (64.2)                                               | 10.9 (51.6)                                               | 2.7 (36.9)                                                | −3.2 (26.2)                                               | −10.3 (13.5)                                              | −14.0 (6.8)                                               |
| 평균 강수량 mm (인치)                                     | 29.6 (1.17)                                               | 48.0 (1.89)                                               | 78.5 (3.09)                                               | 133.8 (5.27)                                              | 146.4 (5.76)                                              | 190.7 (7.51)                                              | 304.5 (11.99)                                             | 238.8 (9.40)                                              | 172.9 (6.81)                                              | 72.3 (2.85)                                               | 47.9 (1.89)                                               | 27.7 (1.09)                                               | 1,534.1 (60.40)                                           |
| 평균 강수일수 (≥ 0.1 mm)                                  | 4.5                                                       | 4.7                                                       | 7.5                                                       | 8.7                                                       | 9.2                                                       | 10.1                                                      | 14.2                                                      | 12.5                                                      | 9.2                                                       | 4.7                                                       | 5.5                                                       | 4.5                                                       | 95.3                                                      |
| 평균 강설일수                                             | 2.0                                                       | 1.5                                                       | 0.6                                                       | 0.0                                                       | 0.0                                                       | 0.0                                                       | 0.0                                                       | 0.0                                                       | 0.0                                                       | 0.0                                                       | 0.1                                                       | 1.4                                                       | 5.6                                                       |
| 평균 상대 습도 (%)                                        | 47.6                                                      | 49.1                                                      | 54.8                                                      | 59.3                                                      | 65.7                                                      | 74.6                                                      | 81.0                                                      | 77.1                                                      | 71.4                                                      | 62.5                                                      | 57.2                                                      | 50.3                                                      | 62.6                                                      |
| 평균 월간 일조시간                                        | 189.2                                                     | 188.9                                                     | 205.2                                                     | 212.3                                                     | 223.1                                                     | 170.5                                                     | 145.0                                                     | 174.2                                                     | 163.7                                                     | 207.9                                                     | 183.3                                                     | 186.9                                                     | 2,250.2                                                   |
| 출처: 기상청 (평년값: 1991년~2020년, 극값: 1985년~현재)   |                                                           |                                                           |                                                           |                                                           |                                                           |                                                           |                                                           |                                                           |                                                           |                                                           |                                                           |                                                           |                                                           |

## 경제
창원국가산업단지가 조성되어 있고, 케이조선, 두산중공업, 현대위아 등의 대기업 본사가 소재한다.
지역내총생산(GRDP)은 28조 3,000억원 규모로 경상남도의 37.3%(전국 2.7%) 비중을 차지했으며, 수출액은 253억달러로 경남의 47%(전국의 7%)를 점유했다. 통합창원시 산업구조(GRDP 기준)는 제조업이 14조 8,000억원(52.8%), 서비스업 및 기타 11조 3,000억원(40.5%), 건설업 1조 7,000억원(5.9%), 농수산업 3,000억원(0.9%)인 것으로 조사됐다. 통합창원시 GRDP의 구(區)별 비중은 의창구+성산구 19조 5,000억원(70%), 마산합포구+마산회원구 5조 5,000억원(20%), 진해구 3조원(10%)으로서, 통합 이전의 창원시 지역이 통합창원시의 경제에서 가장 큰 비중을 차지한다.
창원시의 면적은 748.81km2로 경상남도의 7%에 불과하지만, 창원시 인구는 2012년을 기준으로 109만명으로 경상남도 전체의 33.6%를 차지한다. 창원시의 예산 규모는 2조 1,821억원으로 도의 38.5%에 해당한다.

## 인구 추이
| 자료:창원시 통계연보 |

- 1983년 7월 1일 : 도청 이전과 1980년대 중반의 경기호황으로 개발이 성공적으로 완료되어 1989년에 원래 목표 인구였던 30만명을 넘었고, 1997년에는 50만명(창원시내 동지역은 45만명)을 넘어섰다.
- 2010년 7월 1일 : 창원·마산·진해 3개시 통합하여 인구가 108만명이 되었다.
- 2012년 12월 31일 : 2012년 12월을 기준으로 한 창원시의 인구는 1,091,471명이다.[26]

## 문화·관광
자연
- 천주산
  - 창원천
  - 주남저수지
  - 진해 군항제 (구진해시 축제)

경남도립미술관 전경

  - 마산 가고파 국화축제  (구마산시축제)
  - 진해 성흥사 /용추폭포 /

## 백화점 및 대형마트
- 롯데백화점 창원점(본관, 영플라자) 영업 {오후 8:00 종료}
- 신세계백화점 마산점 영업 {오후 8:00 종료}
- 대동백화점 영업 {오후 8:00 종료}
- 이마트 창원점, 마산점 영업 {오후 10:00 종료}
- 롯데마트 시티세븐점, 마산점, 양덕점(메트로시티), 삼계점, 진해점 영업 {오후 11:00 종료}
- 홈플러스 창원점, 마산점, 진해점 영업 {오후 11:00 종료}
- 신세계 스타필드 창원점 영업 (2026년 예정)
- 롯데맥스 (마트) 창원중앙점 영업 {오후 10:00 종료}

## FM 라디오 주파수 방송 목록
- 88.9 - 부산MBC FM4U (부산 황령산)
- 89.5 - BBS 부산불교방송 (창원 천주산)
- 89.9 - BBS 부산불교방송 (부산 황령산)
- 90.5 - 부산영어방송 (부산 황령산)
- 90.9 - KNN 러브FM (창원 불모산)
- 91.7 - 창원KBS 제1라디오 (창원 불모산)
- 92.1 - 창원KBS 클래식FM (거창 감악산)
- 92.5 - febc 창원극동방송 (진주 장군대산)
- 92.7 - 부산KBS 클래식FM (부산 황령산)
- 93.3 - febc 부산극동방송 (부산 봉래산)
- 93.5 - MBC경남 표준FM (거창 감악산)
- 93.9 - 창원KBS 클래식FM (창원 불모산)
- 94.9 - TBN 부산교통방송 (부산 황령산)
- 95.5 - TBN 경남교통방송 (창원 불모산)
- 95.9 - 부산MBC 표준FM (부산 황령산)
- 96.1 - MBC경남 FM4U (거창 감악산)
- 97.1 - 부산KBS 제2라디오 해피FM (부산 황령산)
- 98.1 - febc 창원극동방송 (창원 불모산)
- 98.5 - 부산국악방송 (부산 황령산)
- 98.9 - MBC경남 표준FM (창원 불모산)
- 99.9 - KNN 파워FM (부산 황령산)
- 100.1 - TBN 경남교통방송 (진주 장군대산)
- 100.5 - MBC경남 FM4U (창원 불모산)
- 101.1 - cpbc 부산가톨릭평화방송 (부산 황령산)
- 101.7 - cpbc 부산가톨릭평화방송 (창원 천주산)
- 102.1 - 부산CBS 음악FM (부산 황령산)
- 102.5 - KNN 파워FM (창원 불모산)
- 102.9 - 부산CBS 표준FM (부산 황령산)
- 103.3 - 진주KBS 제1라디오 (거창 감악산)
- 103.7 - 부산KBS 제1라디오 (부산 황령산)
- 104.3 - EBS 라디오 (창원 불모산)
- 104.7 - EBS 라디오 (거창 감악산)
- 104.9 - WBS 부산원음방송 (부산 황령산)
- 105.7 - KNN 러브FM (부산 황령산)
- 106.1 - 창원KBS 제2라디오 해피FM (창원 불모산)
- 106.7 - KNN 파워FM (거창 감악산)
- 106.9 - 경남CBS 표준FM (창원 불모산)
- 107.3 - TBN 경남교통방송 (거창 감악산)
- 107.7 - EBS 라디오 (부산 황령산)

## 자매 도시
- 중화인민공화국 마안산 시
- 중화인민공화국 수란 시
- 미국 저지시티
- 멕시코 몬테레이
- 미국 볼티모어
- 미국 잭슨빌
- 미국 시카고
- 일본 야마구치시
- 일본 히메지시
- 일본 구레시
- 러시아 야쿠츠크
- 대한민국 경상남도 함양군
- 대한민국 전라남도 고흥군
- 대한민국 경상북도 포항시
- 베트남 미토
- 베트남 다낭
- 멕시코 과달라하라
- 멕시코 사포판
- 칠레 비냐델마르

### 우호 도시
- 중화민국 타이중시
- 중화인민공화국 창춘시
- 중화인민공화국 옌지 시
- 중화인민공화국 푸순 시
- 중화인민공화국 웨이난 시
- 말레이시아 피낭주

### 교류
- 전국평생학습도시협의회
- 전국대도시시장협의회
- 대한민국건강도시협의회

## 같이 보기
- 대한민국의 설치순 도시 목록